# 三星Galaxy A3
Samsung Galaxy A3是由三星電子製造的一款Android智能手機，在2014年10月連同Galaxy A5發佈。

## 技術規格
- 後置攝像頭：800萬像素
- 前攝像頭：500萬像素
- 系统芯片：Qualcomm Snapdragon 410（四核1.2 GHz，ARM Cortex-A53 64位CPU）
- 圖形處理器：Adreno 306
- 內存：1 GB RAM (A300F); 1.5 GB RAM（SM-A300FU）
- 存儲：8 GB
- 電池：1900 mAh
- 屏幕尺寸：4.5英寸
- 分辨率：540 x960像素（qHD），245 PPI
- 操作系統：Android4.4.4（SM-A300F/SM-A300YZ可更新到Android5.0.2）
- 重量：110克
- 尺寸：130.1 x65.5 x6.9 毫米
- Super AMOLED 顯示屏
- Gorilla 玻璃